# Bernardo Vilar
Bernardo Cabral Posser de Andrade Vilar (Lisboa, Campo Grande, 9 de maio de 1962) é um piloto português de todo-terreno que participou várias vezes no Rali Dakar: 13 vezes, de 1994 a 2002, em moto e desde 2003 até 2007 em Auto.

## Família
Filho de João Luís Posser de Andrade Vilar (Lisboa, 30 de Julho de 1931 - 1 de Janeiro de 1970), sobrinho-bisneto do 1.º Conde de Alvelos, trineto do 2.º Visconde da Azenha e 1.º Conde da Azenha, sobrinho-trineto do 1.º Conde de Almarjão e do 2.º Conde da Folgosa, 5.º neto da 1.ª Condessa de Geraz do Lima, e de sua mulher (Lisboa, 10 de Novembro de 1954) Luísa Maria de Melo Breyner Freire Cabral (Cascais, Carcavelos, 7 de Maio de 1932), bisneta do 1.º Visconde de Moçâmedes e 1.º Conde de Moçâmedes, trineta da 2.ª Condessa de Sobral, neta materna do 4.º Conde de Mafra e bisneta do 1.º Conde de Burnay, de ascendência Alemã, Holandesa, Italiana e Francesa.

## Biografia
Bernardo Vilar iniciou a sua carreira em 1982, sendo vencedor da classe 125cc nos "Dois dias de Enduro na Figueira da Foz", primeira prova que disputou. Em 1984 foi a sua primeira vitória á geral no "Enduro de Tarouca" e no ano seguinte sagrou-se Vice Campeão Nacional de Enduro na classe rainha,  aos comandos de uma KTM 250 GS . 
Em 1987 participa no Campeonato Nacional de Velocidade aos comandos de uma Aprilia AF1 Replica, ocupando o 4 lugar no final do campeonato, nesse mesmo ano participa na 1.ª edição do Raid Portalegre aos comandos de uma Yamaha Tenere 600 acabando os 800kms em 7 da geral, 2 moto 4tempos e 2º a "solo". 
Em 1988 continuou na velocidade e renovou o 4 lugar no Campeonato . Voltou ao Raid Portalegre, desta vez numa moto de competição partilhada com o piloto José Projecto, aos comandos de uma Yamaha YZ 250 conseguiram alcançar um incrível 2º lugar da Geral, apenas a 17 segundos da dupla, António e João lopes em Honda CR 250  no final dos 800kms. 
1989 foi o ultimo ano no Campeonato Nacional Velocidade , aos comandos de uma Honda NSR 125, embora com alguns podiuns não foi além da 5 posição no final do Campeonato. 
Em 1990 " muda-se " para o Campeonato Nacional de Enduro desta vez para a classe reservada a motos a quatro tempos, começa o Campeonato com uma Yamaha TT 350 e acaba aos comandas da Honda XR 600 que ficou a sua imagem de marca. Neste ano ganhou algumas provas e sagrou-se Vice Campeão na Classe. Participou no Campeonato do Mundo de Enduro, disputada em Viana Do Castelo, sendo a melhor prestação Nacional ocupou a 8 posição na classe. 
No Raid Portalegre, começa a "era" de vitórias na Classe 4 tempos, sendo esta a primeira de muitas. 
Em 1991 disputa novamente o Campeonato Nacional de Enduro consegue algumas vitórias e fica em 3.º no Campeonato, No Raid SOV 300 EXPRESSO, ganha a Classe e fica em 3.º da Geral, no Raid Portalegre ganha novamente a Classe 4 tempos e faz um excelente 2 lugar Geral motos. 
1992 realizou-se o primeiro Troféu Nacional de Todo Terreno, ganhou várias das 6 provas disputadas incluindo mais uma vez a vitória  no Raid Portalegre, Foi o grande vencedor do Troféu na Classe 4 tempos. 
Em 1993 Sagra-se Campeão Nacional de Todo-o-Terreno de motos 4 tempos, mais uma vez ganha a classe em Portalegre e ocupa uma boa prestação no final, foi 5  Geral motos. 
Campeão Nacional de Todo-o-Terreno de 1992 a 1994, tendo ganho todas a provas do Campeonato deste último ano. Ainda em 94, para além da estreia no Paris-Dakar-Paris, onde conquistou um magnifico 23º lugar da Geral , participou também e destacou-se no "Rally do Atlas", onde alcançou a 12ª posição da Geral e na Baja Aragon onde ainda melhorou a marca entrando pela primeira vez no Top-Ten numa Prova Internacional, 8º lugar Geral motos. 
Entusiasmados com os feitos de António Lopes e de Pedro Amado, Bernardo Vilar e Paulo Marques, em convívio com os pilotos franceses no "Portalegre" de 1993, decidem disputar o Paris-Dakar-Paris. Neste seu primeiro "Dakar", em 1994, Vilar e Marques fizeram a prova num espírito de parceria e entreajuda, ambos em Honda XR600R preparadas em França. Paulo Marques desistiu quando o motor da sua moto se avariou, mas Vilar chegou ao fim em 23.º lugar da geral. 
Em 1995, Bernardo Vilar disputa o Granada-Dakar, em Yamaha XTZ 660R, alcançando o 14.º lugar da geral , até então o melhor resultado de sempre de um português de moto no Dakar, tornando-se no primeiro motociclista português a terminar um "Dakar" por duas vezes. Neste ano o piloto optou por estar presente no Rally da Tunisia onde opteve um excelente 7.º lugar da Geral e 1.º da categoria promoção, tornando - se no seu melhor resultado até então. 
Em 1996, Vilar corre pela primeira vez em  KTM 660 Rallye, mas abandona a prova em consequência dum acidente em que partiu uma perna, quase na entrada no Mali, na 11ª etapa, quando estava em 8º lugar da geral, e não volta ao "Dakar" em 1997. 
Embora não tenha recuperado a tempo para o Dakar, em 97 volta ao Rally do Atlas para alcançar o Top Ten, 10º aos comandos de uma KTM cedida pela fábrica na Áustria.      Neste mesmo ano estreou-se noutro continente, desta vez, Brasil, a convite da organização do Rally do Sertões, realizou esta prova numa moto cedida para o efeito, tratou-se de uma Suzuki RMX250, o piloto terminou em 8 posição da geral. 
Regressa em 1998, ao Paris-Granada-Dakar, mas fica impedido de prosseguir, ao ser abalroado por um carro local na ligação para o início da 6ª etapa,  em Marrocos. Ainda neste ano estreia-se Oficialmente nos automóveis, participando e Vencendo a primeira edição das 24 Horas de Fronteira, aos comandos de um Nissan Terrano Oficial , juntamente  com os pilotos Miguel Farrajota e Pedro Bianchi Prata. 
Em 1999 regressa ao Granada-Dakar,novamente  de KTM 660 Rallye onde realizou uma grande prova tendo em conta a dureza do Rally, nesse ano concluiu a prova no 16º lugar da geral e 2º da Maratona. No Rally da Tunisia, novamente com uma moto cedida pela KTM, ocupou o 10 lugar da Geral e 2º na Classe Marathon. 
Na edição de 2000, entre Dakar e o Cairo, com a anulação de etapas devido à instabilidade política no Níger e a criação de uma ponte aérea para levar os concorrentes de Niamei até Saba, na Líbia, Bernardo Vilar foi um dos 5 motociclistas portugueses (além de Ricardo Leal dos Santos, em quad) que alinhou à partida. Nesta conturbada prova, Vilar obteve a sua melhor classificação num "Dakar", terminando em 9.º lugar da geral e 2.º na classe Maratona, sendo o melhor motociclista português desse ano . 
Em 2001 a prova volta a disputar-se entre Paris e Dakar, com 5 motociclistas portugueses à partida e 5 à chegada.Pela primeira vez, a falta de apoios obriga o piloto a fazer a prova com a mesma KTM do ano anterior. Apesar de uma queda espectacular que lhe danificou muito a moto, Vilar consegue o 10.º lugar da geral e ainda consegue ser o vencedor da classe Maratona, voltando a ser o melhor motociclista português do ano. 
Em 2002, na sua última participação em moto, no Arras-Madri-Dakar, Vilar consegue " organizar" a  maior equipa nacional inscrita no Dakar até aos dias de hoje. Actimel Racing Team. Bernardo consegue realizar o sonho de ir ao Dakar com uma equipa própria, A equipa era composta por 2 pilotos: Bernardo Vilar como piloto principal e Rodrigo Amaral como "porte l'éau"  ambos aos comandos de  KTM 660 Rallye Replica. A assistência comandada pelo experiente mecânico José Lucas e Né Andrade deslocavam-se no bem preparado Toyota HDJ 80 conduzido pelo conhecido piloto de TT , Francisco Esperto.  Para o transporte do material, contavam com um camião de assistência 6x6 .   Vilar parte um amortecedor ainda em Marrocos mas depois de perder muito tempo na pista, consegue continuar. Uma queda a três dias do fim do rali deixou-o com uma clavícula partida e várias outras lesões, mas, ainda assim, conseguiu Vencer a 13ª etapa do Rally .Chega a DaKar em 15º lugar da geral e 2º lugar na classe Marathon .Tornou-se o segundo português a vencer uma etapa de moto no Dakar.  
No final de 2002 em modo de teste para o Dakar, participa no Portalegre aos comandos de um antigo , mas bem preparado Nissan Patrol, na companhia de Rodrigo Amaral, alcançaram um bom 9º lugar da Geral. 
Em 2003 Bernardo Vilar inicia a sua série de participações no "Dakar" em automóvel, nesse ano em equipa com José Lucas, o seu mecânico de sempre, terminando em 26º lugar da geral, e venceu a categoria reservada a T1 Gasolina. Participou ainda alcançando a 10 posição da Geral e 3 na categoria T1 na GREEK BAJA aos comandos do Nissan Patrol.
Ainda neste ano participou na Baja Vodafone no mesmo carro do Team Promotech, classificando-se em 20º lugar, 3º categoria T1.
Em 2004 faz equipa com Paulo Marques, em Nissan Patrol GR acabam em 25º lugar da geral. Em 2005 volta a participar desta vez com a companhia e partilha de volante com o piloto Pedro Gameiro, forçados a abandonar após acidente á entrada do Mali.
No Lisboa-Dakar 2006, novamente com José Lucas e sempre de Nissan Patrol da equipa italiana Promotech foi forçado a desistir, por problemas mecânicos, quando estava entre os 20 primeiros dos 110 participantes ainda em prova.
Em 2007 , Lisboa-Dakar , desta vez com Pedro Gameiro a navegar, com a mesma equipa e um carro mais "preparado", Patrol carbono, tudo corria bem até uma fatal avaria na maior etapa do Rally, em plena Mauritânia, deixar a equipa dois dias a espera de ser resgatada.
Em 2008 o Lisboa-Dakar foi cancelado por motivos de ameaça terrorista. Desde esse acontecimento, tornou-se muito difícil de arranjar patrocínios, e o piloto foi obrigado a abandonar os Rallys
Além do Dakar, o piloto participou em diversos Ralls em Àfrica, sobre tudo Marrocos e Tunisia. Por diversas vezes ocupou posições entre os Top Ten. Em 2000, faz o primeiro Podiun num Rally, 3 Posição Geral, Rally Orpi Maroc, cujo vencedor foi Ciryl Despres.
Em 2015 o piloto regressou ao Campeonato Nacional de Velocidade, desta feita na classe reservada a motos Clássicas, aos comandos de uma Honda Bol D'Or 900, fica em 2 lugar no Campeonato.
Em 2016 regressa ás Clássicas com vontade de  vencer o Campeonato, ganha grande parte das provas e sagra-se Campeão Nacional.
Em 2017 faz uma prova do Campeonato de Todo-o-Terreno, aos comandos de uma KTM 450 EXC, em Loulé, vence entre os Veteranos e ocupou a 11ª posição na Geral motos,
no Campeonato Nacional Velocidade Clássicas , sagra-se novamente Campeão Nacional , sempre aos comandas da sua Honda Bol D'Or..

## Casamento e descendência
Casou em Palmela, Palmela, a 17 de Junho de 1989 com Ana Patrícia Pereira Caldas de Penaguião (Lisboa, São Domingos de Benfica, 15 de Fevereiro de 1965), filha de António Manuel Paula Morando de Penaguião (Lisboa, 20 de Junho de 1935) e de sua mulher Maria João da Costa Pereira Caldas (Lisboa, 17 de Junho de 1945), de quem tem duas filhas e um filho: 
- Diana Penaguião Villar (Lisboa, Alvalade, 4 de Novembro de 1991)
- Inês Penaguião Villar (Lisboa, São Domingos de Benfica, 23 de Junho de 1993)
- Simão Penaguião Villar (Lisboa, São Domingos de Benfica, 7 de Março de 2001)